# San Mauro Castelverde
San Mauro Castelverde (tiếng Sicilia: Santu Màuru) là một đô thị trong tỉnh Palermo, vùng Sicilia, Ý. Đô thị này có diện tích km2, dân số theo điều tra 2014 năm của Cục thống kê quốc gia Ý là 1737 người.